# Pisagua Hill
Der Pisagua Hill ist ein etwa 60 m hoher Hügel auf Deception Island im Archipel der Südlichen Shetlandinseln. Er ragt zwischen dem Ajmonecatsee und der Telefon Bay auf und entstand zwischen 1967 und 1969 infolge vulkanischer Eruptionen. Der Hügel gehört zum Antarctic Specially Protected Area #140.
Das UK Antarctic Place-Names Committee benannte ihn 2010 nach dem Walfangschiff Pisagua des norwegischen Walfangunternehmers Lars Christensen, das am 27. Januar 1913 vor Deception Island havariert war.